# Vasili Ippolitov
Vasili Afanasevitsj Ippolitov (Russisch: Василий Афанасьевич Ипполитов) (12 januari 1892 - 1957) was een Russische schaatser.
Vasili Ippolitov werd in 1913 op de ijsbaan van Sint-Petersburg Europees kampioen Allround. Hetzelfde jaar werd hij nog tweede bij het WK Allround achter de Noor Oscar Mathisen. Mathisen was ook in 1914 de schaatser die Ippolitov van het goud afhield. De Rus werd zowel op het EK als het WK Allround tweede.
Nationaal werd hij Allround kampioen in 1911 en 1923, tussendoor werd hij in 1918 tweede en in 1922 derde.

## Persoonlijke records
| Afstand      | Tijd    | Datum            | Baan       |
| ------------ | ------- | ---------------- | ---------- |
| 500 meter    | 45,4    | 1 februari 1913  | Kristiania |
| 1500 meter   | 2.22,2  | 2 februari 1913  | Kristiania |
| 5000 meter   | 8.41,6  | 24 februari 1912 | Trondheim  |
| 10.000 meter | 17.35,5 | 1 februari 1913  | Kristiania |

## Resultaten
| Jaar | EK Allround | WK Allround |
| ---- | ----------- | ----------- |
| 1912 | 7e          | 7e          |
| 1913 | Goud        | Zilver      |
| 1914 | Zilver      | Zilver      |

### Medaillespiegel
| Kampioenschap | Goud | Zilver | Brons |
| ------------- | ---- | ------ | ----- |
| EK Allround   | 1    | 1      | 0     |
| WK Allround   | 0    | 2      | 0     |